# Daniele Balli
Daniele Balli (* 16. September 1967 in Florenz) ist ein ehemaliger italienischer Fußballtorhüter und heutiger Trainer.

## Karriere
Daniele begann seine Karriere beim nahe seiner Heimatstadt Florenz gelegenen FC Empoli, wo er jedoch vorerst in der ersten Mannschaft nicht zum Einsatz kam und deshalb in der Folge an Serie C Vereine ausgeliehen wurde. Zur Saison 1991/92 kehrte Balli zu Empoli zurück, kam aber erneut nur sporadisch zum Einsatz. Erst ab der Spielzeit 1994/95 kam Balli dann häufiger zum Einsatz und eine Saison später war er erstmals  der Stammtorhüter von Empoli. Zur Saison 1997/98 wechselte Balli zum Serie-B-Verein Salernitana Calcio, hier wurde er auf Anhieb Stammkeeper und konnte bereits in seiner ersten Saison den Aufstieg in die Serie A bejubeln. In der Serie A konnte sich Balli weiterhin in der Stammformation behaupten, am Ende der Saison wechselte er dennoch zu Ternana Calcio in die Serie B. Nach einer Saison wechselte er wieder in die Toskana diesmal zum Ligakonkurrenten AC Pistoiese. Am Ende der Saison wechselte Balli erneut diesmal zum AG Nocerina.
Zur Saison 2003/04 kehrte Balli wieder zu seinem Stammverein FC Empoli zurück, der mittlerweile wieder in der Serie A spielte. Mit Empoli stieg er 2004 in die Serie B ab und direkt im darauffolgenden Jahr wieder auf in die Serie A. Als der Verein 2008 erneut abstieg, wurde Balli freigestellt. Im Februar 2009 wurde er dann von Pisa Calcio unter Vertrag genommen. Dieser Vertrag wurde allerdings wenige Tage später wieder aufgelöst. Nach Vereinsangaben war der Grund hierfür hauptsächlich die Sorge Ballis nicht die nötige Leistung bringen zu können. Im Anschluss wurde er von Cerretese Calcio verpflichtet. 2012 beendete Balli seine Karriere und arbeitet seitdem als Torwarttrainer.